# 乌鸦行动
乌鸦行动（荷蘭語：Operatie Kraai）是荷兰于1948年12月发动的一次军事攻势，旨在削弱印尼的独立运动。行动发生在印度尼西亚民族革命期间，荷兰军队以突袭形式占领了印尼临时首都日惹，并逮捕了印尼的实际领导人苏加诺和穆罕默德·哈达
。荷兰的军事行动虽然在军事上取得短暂胜利，但荷兰却因此违反了此前签署的伦维尔协定停火协议，引发了国际社会的强烈谴责，同时刺激了印尼独立运动的游击战升级，最终导致荷兰在政治上被孤立。
乌鸦行动在荷兰被称为第二次警察行动（politionele actie），而在印尼历史中被称为第二次荷兰军事侵略（Agresi Militer Belanda II）。

## 背景
乌鸦行动的主要目标是攻占当时的印尼首都日惹以及印尼控制的除亚齐以外的地区，并解散印尼。荷兰计划建立一个符合自身利益的联邦政治实体，以纳入荷兰设计的国家框架，从而维持对印尼的控制。
荷属东印度群岛政府指控印尼违反了第一次攻势“产品行动”后签署的停战协议，即伦维尔协定。该协议要求印尼军队撤出荷兰占领区，以换取荷兰解除海上封锁。然而，双方局势因多重因素变得更加复杂。
荷兰在产品行动后控制了主要城市和交通线路，使得印尼军事人员和平民的撤离变得异常困难，许多人只能依靠隐秘的小路完成转移。尽管大部分印尼战斗人员按照指示撤至范穆克线（印尼之前与荷兰划定的军事停火线）的印尼一侧，仍有约4000名非正规军拒绝遵守协议，继续留在荷兰控制的区域。
与此同时，荷兰在印尼控制区周边实施严格的陆地封锁，不仅限制人员的流动，还切断了粮食、布匹和药品的供应，进一步加剧了当地的紧张局势。此外，荷兰单方面在其占领区内推进联邦国家的设想，导致印尼方面对其失去信任，双方矛盾进一步加深。
此外，荷兰指挥部在1948年9月成功破译了印尼的加密通讯，获得了印尼军事与外交战略的重要情报。这一优势使得荷兰总指挥西蒙·亨德里克·斯普尔能够在军事和外交层面全面反击印尼的行动。荷兰对其情报优势信心十足，在袭击开始前三天，便在雅加达召开新闻发布会解释行动计划。
袭击时间与印度总理贾瓦哈拉尔·尼赫鲁计划派遣私人飞机将苏加诺和穆罕默德·哈达转移至西苏门答腊的武吉丁宜的计划不谋而合，二人在武吉丁宜计划组建紧急政府，并经由新德里前往纽约参加联合国大会，为印尼争取支持。印尼民族革命期间，新独立的印度始终支持印尼，将其视为一场反帝国主义斗争的象征。
12月18日，荷属东印度总督路易·比尔通过雅加达电台宣布将于次日发表重要讲话，然而荷兰切断了通讯线路导致消息并未传至日惹。与此同时，斯普尔下令对印尼发动全面袭击，并选择在12月19日印尼军队演习前发动进攻，以突袭方式打击印尼部队。此次袭击未事先通知联合国调解委员会。

## 行动经过

### 第一次进攻

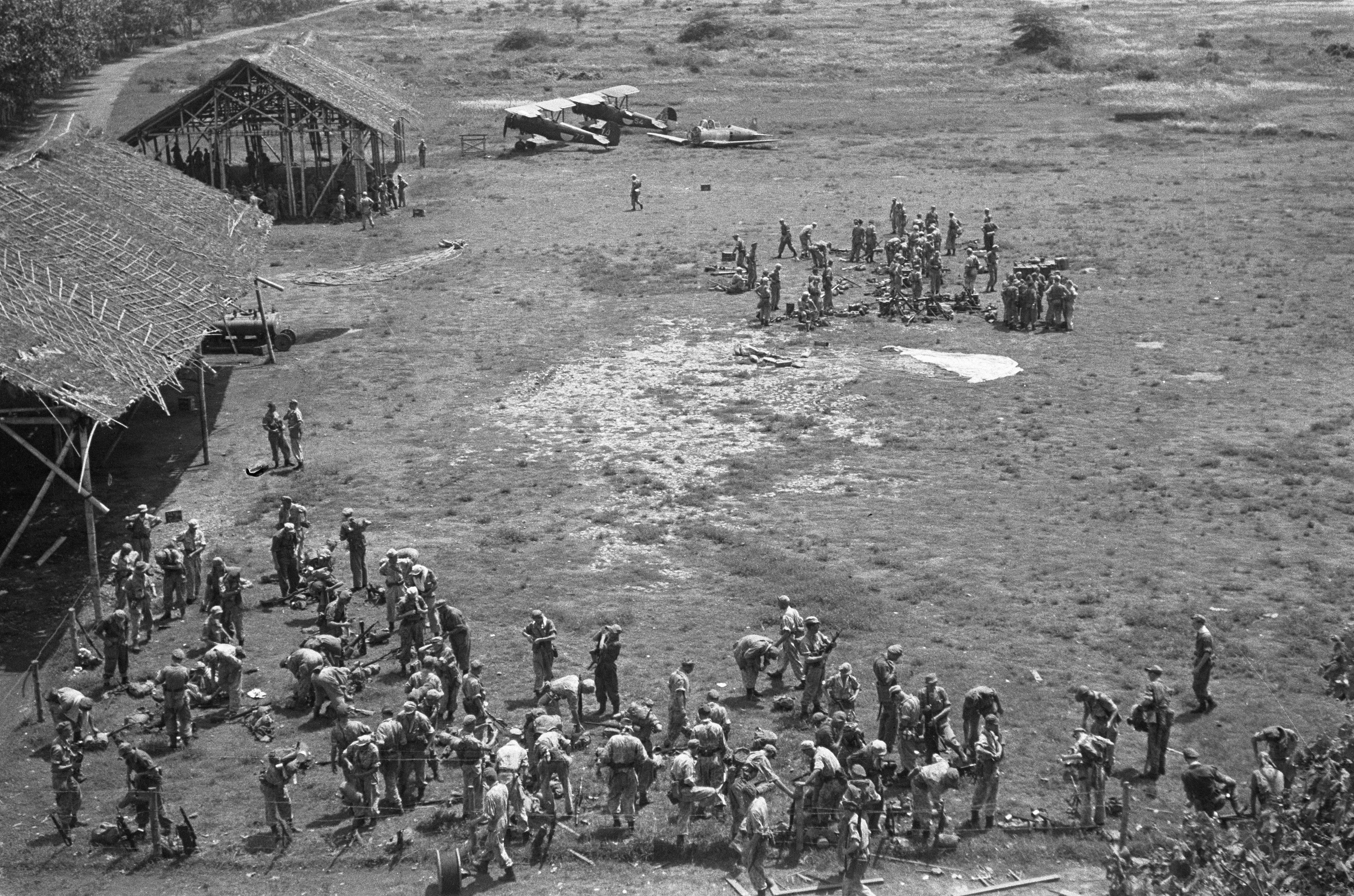
1948年12月19日，马古沃机场的荷兰军队，背景是缴获的印尼空军双翼飞机。

在12月19日凌晨（荷兰时间零点），荷兰政府通过广播宣布终止《伦维尔协定》的停战协议，随即展开代号为“乌鸦行动”的军事行动。这次行动旨在通过强大的军事压力摧毁印度尼西亚共和国的组织架构，并以间接统治为核心，计划将印度尼西亚分裂为15至20个邦，建立“印度尼西亚合众国”。
面对荷兰的军事进攻，印度尼西亚国家军队（TNI）依据《Perintah Siasat No. 1》（第一号作战命令）制定了全面人民防卫战略。该战略的核心包括以下内容：
- 放弃线性防御，改为分散抵抗；
- 运用“韦尔克赖斯”（Wehrkreise）系统，将战区划分为多个独立的抵抗区域；
- 实施游击战术，以延缓荷兰军队的推进，为撤退和补给争取时间[14]。

印尼当局还采取了其他策略，如将军队和民众迁入山区建立抵抗基地，并实施“焦土政策”以消耗荷兰的资源。尽管荷兰军队在空中和地面力量上具有明显优势，印尼军队依靠游击战术和民众支持，成功延长了抗争时间并保存了有生力量。

在此次行动中，荷兰军队迅速占领了包括爪哇岛和苏门答腊岛在内的关键地区，并控制了战略要地日惹。然而，印尼军事领导人（如苏迪曼将军）避免与荷兰主力进行正面交战，转而采取分散和持续抵抗的策略。
上午，荷兰指挥官西蒙·亨德里克·斯普尔将军指挥部队发动了对日惹的全面进攻，目标是削弱印尼的军事力量与控制能力。这次代号为“乌鸦行动”（Operation Kraai）的军事行动中，荷兰军队凭借空中与地面的绝对优势迅速占领了包括机场、道路和桥梁在内的战略要地。

尽管荷兰指挥官预计印尼军队会誓死守卫首都日惹，但印尼国民军（Tentara Nasional Indonesia）的大部分部队早已撤出，转而防守其他重要地区，以应对荷兰的后续攻势。荷兰的突袭导致印尼军队在部分地区的抵抗陷入混乱，战略设施的失守进一步扩大了荷兰军队的战术优势。

面对荷兰的强大攻势，印尼军事领导人苏迪曼将军审时度势，避免与荷兰军队正面交战，转而采取游击战术。这一策略不仅有效保存了有生力量，还为共和国争取了时间，以重组抵抗力量并继续推进长期抗争。

### 攻占日惹
印尼军事指挥官苏迪曼将军在得知荷兰突袭的消息后，通过无线电向部队下达命令，要求尽快采取应对措施，并建议总统苏加诺及其他领导人准备撤离，以保护政府的核心力量。然而，经过内阁会议讨论，苏加诺和印尼高层领导人决定留在日惹，以继续与联合国及三边委员会的特使保持联系，寻求外交解决方案。
国际社会对荷兰的行动态度不一。荷兰政府宣称其进攻旨在“恢复秩序”，但联合国及其他国家对此提出质疑。
荷兰军队迅速占领了马古沃机场，并对日惹发动全面进攻，荷兰空军的轰炸进一步削弱了印尼的防御力量。印尼军队被迫采取“焦土战术”，摧毁包括空军基地和参谋总部在内的关键设施，以防止荷兰军队完全掌控这些战略资源。在进攻过程中，印尼总统苏加诺、副总统穆罕默德·哈达以及前总理苏坦·斯雅里尔被荷兰军队俘虏，并流放至邦加岛。
占领期间，苏丹哈蒙库布沃诺九世选择留在日惹的王宫，坚持不与荷兰政府合作。他拒绝接受荷兰的调解建议，并继续与共和国保持联系。到12月20日，印尼军队已全面撤出日惹，而爪哇的军事指挥官阿卜杜勒·哈里斯·纳苏蒂安将军随即宣布实施全面人民防卫的游击战术，将爪哇农村转化为支持游击队的战略基地。
与此同时，战争的持续加剧使印尼中央集权与地方自治的矛盾进一步显现。苏门答腊和亚齐等地区对中央政府的政策表达了强烈不满，这种紧张局势因战争压力而愈发尖锐。游击战术不仅是抵抗荷兰军事压迫的关键手段，同时也成为协调中央与地方力量的重要工具。这一战术不仅体现了军事斗争，还为民族主义的广泛动员提供了平台。
在这一背景下，印度尼西亚紧急政府于12月19日正式宣布成立，总部设在西苏门答腊的武吉丁宜，由斯亚弗鲁丁·普拉维拉内加拉担任领导。作为对紧急政府成立的回应，苏迪曼将军迅速通过无线电发表声明，表达对新政府的全力支持，并号召全国民众加入抵抗运动。这一呼吁不仅加强了紧急政府的合法性，同时也激发了全社会对抗荷兰占领的热情。

## 后果
荷兰对印尼的袭击引发了国际社会的强烈反应，尤其在媒体上得到了广泛关注。美国多家报纸发表社论谴责荷兰的军事行动。作为对荷兰入侵印度尼西亚的回应，美国政府威胁暂停对荷兰的马歇尔计划经济援助，而荷兰在印尼的军事开支几乎相当于美国援助金额的一半。由于荷兰将马歇尔计划的经济援助大量用在对印度尼西亚的军事行动上，导致美国的不满，马歇尔计划被批评为“资助无效的殖民帝国主义”，引发了美国政界、教会和非政府组织等多方对印尼独立运动的公开支持。
在国际压力下，1948年12月24日，联合国安理会发表声明，呼吁各方立即停止敌对行动。1949年1月，安理会进一步通过决议，要求荷兰恢复印尼的共和政府。
荷兰军队在军事上取得了一定成果，分别于1948年12月31日在爪哇岛和1949年1月5日在苏门答腊岛宣布停火。然而，游击战仍在继续，直至1949年5月7日协议签署后敌对行动才正式结束。该协议为印尼进一步独立奠定了基础。